# Куккивон

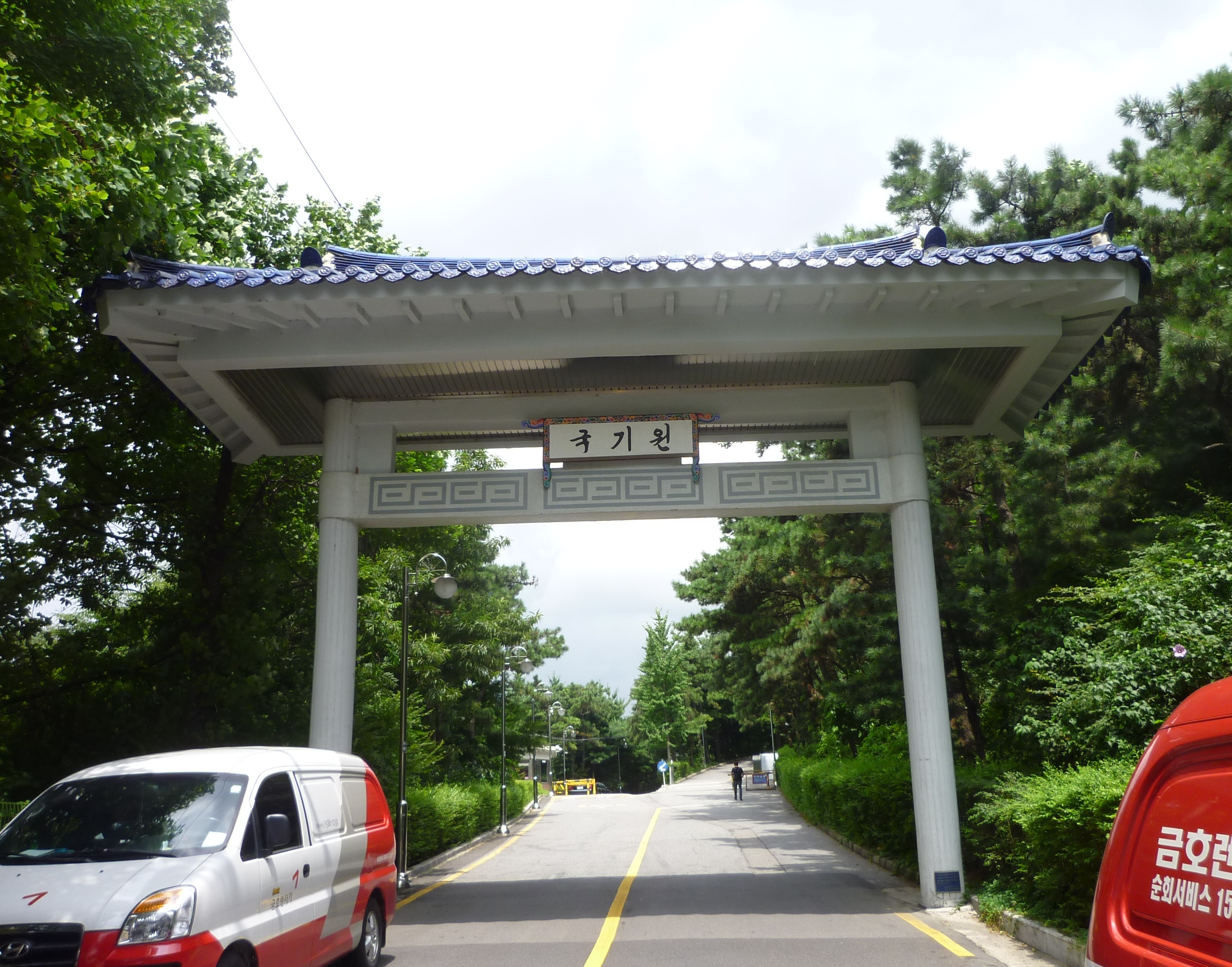
Въезд на территорию центра.

Куккивон — единый учебный центр тхэквондо, расположенный в южной части Сеула Корея. Здание Куккивона было открыто 30 ноября 1972 года и завершило процесс объединения различных школ тхэквондо. Нынешний президент - великий мастер Ли Дон Су, избранный 28 января 2021 года.

## Основные задачи
Единый учебный центр, расположенный в здании решает пять основных задач:
- Официальное присвоение данов и выдачу сертификатов студентам Куккивона и представителям национальных федераций, входящих в состав World Taekwon-do Federation (ВТФ).
- Подготовка инструкторов и популяризация тхэквондо во всем мире.
- Исследование и развитие техники тхэквондо.
- Ведение хроники рекордов, издание учебников и учебных пособий, выпуск учебно-методических видеофильмов.
- Техническая помощь ВТФ и другим организациям, связанным с тхэквондо.

## Здание
Здание с оригинальной крышей в национальном корейском стиле расположено в престижном районе Сеула Кангнам. Работы по его сооружению начались 19 ноября 1971 года. Общая стоимость работ составила более 1 миллиона долларов.
Общая площадь первого этажа Куккивона составляет 10 000 м². Здание Куккивона включает:
- Арену для соревнований;
- Стадион (для зрителей);
- Пансионат;
- Две аудитории;
- Две раздевалки;
- Две душевые комнаты;
- Клинику;
- Компьютерный зал;
- Два административных офиса;
- Семь канцелярий;
- Павильон;
- Пять комнат отдыха;
- Кафетерии;
- Помещения для охраны.

Кроме того на территории имеется отдельное здание, в котором расположены: на первом этаже кафе, на втором этаже музей (вход бесплатный).
Рядом имеется магазин, где можно купить спортивную экипировку и сувениры.
В здании проводились многие международные и местные турниры по тхэквондо, включая первый и второй всемирные чемпионаты, а также первое азиатское первенство.